# María de los Cobos Sarmiento de Mendoza

Stemma Cobos

María de los Cobos Sarmiento de Mendoza (Sabiote, 1538 – Sessa Aurunca, 1578) è stata una nobildonna spagnola, settima contessa di Ribadavia e duchessa consorte di Sessa.

## Biografia
Era figlia di Francisco de los Cobos y Molina, Segretario di Stato di Carlo V e Filippo II, e di María de Mendoza y Sarmiento.
Nel novembre del 1538 venne pianificato il matrimonio con il generale Gonzalo II Fernández de Córdoba, III duca di Sessa e futuro governatore di Milano, nonostante la resistenza del futuro sposo. Il fidanzamento fu celebrato a Toledo il 30 novembre e venne presieduto dall'imperatore Carlo V. Il matrimonio ebbe luogo a Madrid il 6 febbraio 1541.
L'unione non ebbe eredi.